# Alfredtown
Alfredtown är en förort till staden Wagga Wagga i New South Wales i Australien. Fram till den 30 september 1988 hette förorten (då en by) Alfred Town, och ännu tidigare hette byn The Shanty.

## Kommunikationer
Alfredtown är beläggen på landsvägen Sturt Highway.